# Smolniki (województwo zachodniopomorskie)
Smolniki – osada w Polsce położona w województwie zachodniopomorskim, w powiecie szczecineckim, w gminie Szczecinek.